# 尹達剛
尹達剛（ワン・タッコン、1949年 - ）は中国広東省出身の料理人。1988年3月11日、中国の特級厨師に認定されている。

## 略歴
- 13歳のときから香港で修行。
- 1969年 - 香港「九龍華盛頓酒楼」副調理長
- 1979年 - 徳島「ロイヤル八仙閣」調理長
- 1982年 - 大阪「東洋ホテル」調理長
- 1984年 - カナダ・トロント「金牛苑酒家」調理長
- 1988年 - 神戸「花咲く街角」総調理長
- 1997年 - 佐世保「弓張の丘ホテル」中国料理部調理長
- 1998年6月 - 横浜ロイヤルパークホテル内「中国料理 皇苑」料理長

## テレビ出演等
- イシバシ・レシピ (TBS・2005年12月5日)

## 著書
- 中国料理の新しい魅力 (旭屋出版・2003年12月) ISBN 4751104144

| スタブアイコン | サブスタブ | この項目は、まだ閲覧者の調べものの参照としては役立たない、人物に関連した書きかけの項目です。この項目を加筆・訂正などしてくださる協力者を求めています（P:人物伝/PJ:人物伝）。 |